# Doloire
Die Doloire, engl. auch Wagoner's Axe oder Goosewing Axe, ist eine mittelalterliche Streitaxt aus Europa.

## Beschreibung
Die Doloire hat eine blattförmige, einschneidige Klinge. Die Klinge ist glatt. Sie ist mit Hilfe eines Auges am Schaft befestigt. Der Klingenrücken ist zum Ort leicht abgebogen. Die Schneide verläuft bauchig (siehe Bild Infobox). Der Ort ist spitz und so gestaltet, dass er auch zum Stich benutzt werden kann. Die Doloire wurde von Militärs in Europa benutzt. Es gibt auch Zimmermannsäxte, die ungenauerweise Doloire genannt werden; Sie sind mit den hier beschriebenen nicht zu verwechseln.

## Doloire als Werkzeug

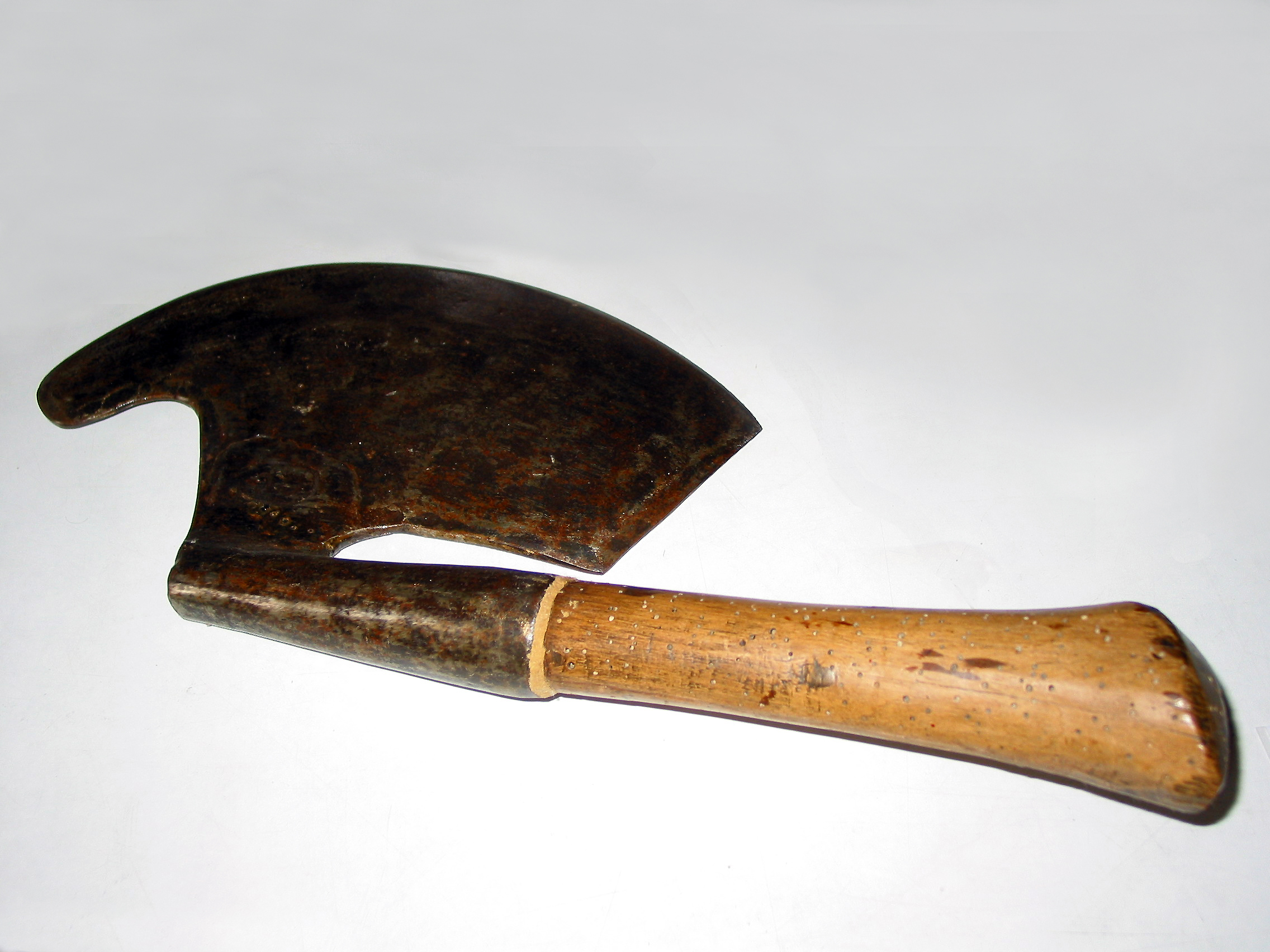
Doloire „de droite“ (Doloire „Klinge nach rechts versetzt“)

Es gibt Versionen der Doloire, die ausschließlich als Werkzeug benutzt werden. Die deutsche Bezeichnung lautet Breitbeil. Diese unterscheiden sich meist in der Form und in der Anbringung des Blattes am Heft.
Viele dieser Doloire haben eine aus der Mittellinie versetzte Klinge. Diese sind mit der Blattvorderseite nach links (Rechtshänder), oder nach rechts (Linkshänder) versetzt.
Diese Doloire werden bis heute zur Holzbearbeitung benutzt. Die versetzten Modelle sind speziell zur Bearbeitung von Balken gedacht, da die versetzte Form es ermöglicht, den Balken in ganzer hohe zu bearbeiten, ohne dass die Finger des Verwenders Schaden nehmen.

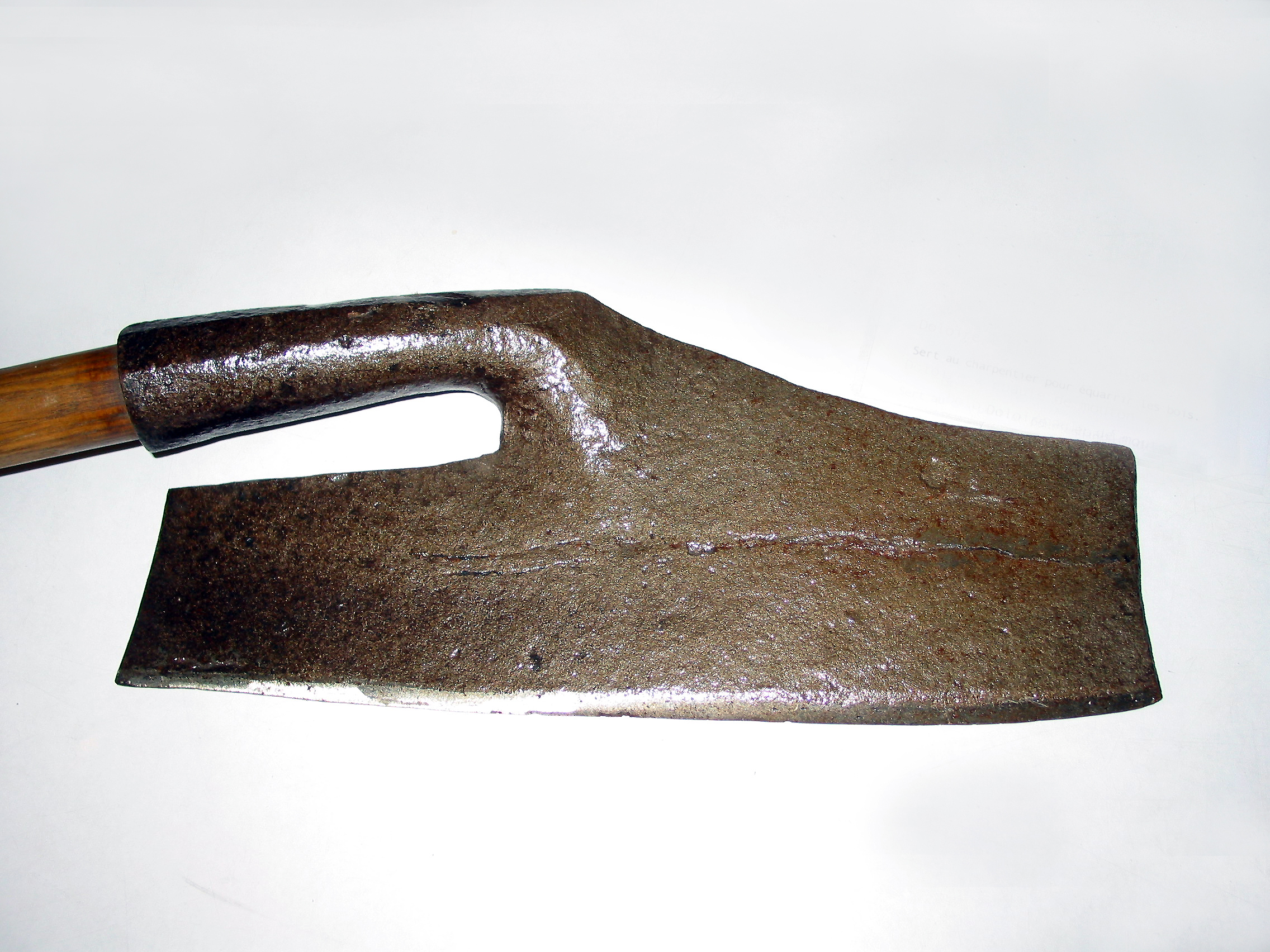
Doloire „épaule de mouton“ (Dechsel „Schulter Hammelfleisch“)

Die als Werkzeug genutzten Doloire haben meist keinen ausgearbeiteten Ort, da dieser zur Holzbearbeitung nicht benötigt wird. Bei waffenfähigen Versionen ist meist eine Spitze ausgearbeitet, die zum Stich gedacht ist-. Es gibt von beiden Arten der Doloire verschiedene Versionen, die sich in Form, Abmessungen und Heftlänge unterscheiden.